# Erika Marín-Spiotta
Erika Marín-Spiotta es biogeoquímica y ecologista de ecosistemas, profesora de Geografía en la Universidad de Wisconsin-Madison. Es reconocida por su investigación del ciclo del carbono terrestre. Es una defensora de los derechos de las mujeres y su reconocimiento en el campo científico.

## Biografía y formación
Erika Marín-Spiotta nació en España. El interés en  su área de estudio y le viene como consecuencia de haber pasado mucho tiempo al aire libre con su familia, visitando sitios arqueológicos. En 1997, se graduó de la Universidad de Stanford con una licenciatura en biología con especialización en ciencias políticas . Nueve años después, Marín-Spiotta completó su Ph.D. de Ciencias de los Ecosistemas por la Universidad de California, Berkeley . Su tesis, “Controles sobre el almacenamiento de carbono por encima y por debajo del suelo durante la reforestación tropical”, contribuyó a discutir cómo los cambios en el uso de la tierra afectan el secuestro de carbono en el suelo y cómo el establecimiento de bosques secundarios puede contribuir a la conservación de la biodiversidad. Durante su tiempo en UC-Berkeley, fue becaria ambiental de investigación de posgrado para el Departamento de Energía .

## Trayectoria profesional
Erika Marín-Spiotta  al finalizar su periodo de trabajo como becaria de investigación posdoctoral de la NSF en el Departamento de Geografía de la Universidad de California, Santa Bárbara, se incorporó a la facultad de Geografía en la Universidad Wisconsin-Madison en 2009 como profesora asistente de Geografía. En los años siguientes, formó parte  del Programa y Centro de Cultura, Historia y Medio Ambiente de Estudios Latinoamericanos, Caribeños e Ibéricos, el Instituto Nelson de Estudios Ambientales y los Departamentos de Ciencias del Suelo y Ecología Forestal y de Vida Silvestre. Marín-Spiotta fue ascendida a Profesora Asociada en 2015 y a Profesora en 2019 en el Departamento de Geografía.
En 2019, Marin-Spiotta recibió el Premio Presidencial de Carrera Temprana para Científicos e Ingenieros ( PECASE ).

## Investigación
Marín-Spiotta se centra en las formas en que tanto el uso de la tierra causado por el hombre como los cambios climáticos afectan la biodiversidad, la biomasa y la biogeoquímica de la atmósfera, el agua y el suelo, en particular en relación con el ciclo del carbono terrestre. Su investigación ofrece información sobre una variedad de campos y las intersecciones entre ellos, incluida la ciencia del suelo, la biogeoquímica, la ecología de los ecosistemas y la geografía. centra su investigación en analizar estos impactos en los ecosistemas tropicales y la fuerza y la capacidad de los bosques en diferentes etapas de sucesión para almacenar y secuestrar carbono.
Erika Marín-Spiotta, también, ha llevado a cabo investigaciones sobre paleosuelos y cómo el carbono almacenado en estos suelos podría ser un potencial impulsor del cambio climático en el futuro. Después de esta investigación, Marín-Spiotta y su colega recibieron una subvención de la Fundación Nacional de Ciencias para continuar investigando el papel del carbono del suelo profundo en el ciclo del carbono. Actualmente, el laboratorio de Marín-Spiotta investiga una variedad de proyectos en una variedad de preguntas centradas en cómo el cambio global está alterando los ecosistemas y los ciclos elementales globales críticos.
Marín-Spiotta es una defensora de los grupos subrepresentados en las ciencias y está comprometida con aumentar la conciencia sobre el acoso sexual en el campo. Es miembro de la junta de la Red de Mujeres de Ciencias de la Tierra, que trabaja para asesorar y apoyar a las mujeres en las geociencias. El Programa ADVANCE de la Fundación Nacional de Ciencias le otorgó a ella y a un equipo una subvención de $1.1 millones para investigar estos problemas y establecer formas de promover el avance de las mujeres en STEM, centrándose específicamente en cómo la intervención de los espectadores puede generar resultados positivos.
Fue Secretaria de la sección de Biogeociencias en la Unión Geofísica Americana en 2015 y 2016 y ha ocupado varios otros puestos de liderazgo y voluntariado para la AGU.

### Publicaciones Seleccionadas
- Marín-Spiotta, E. 2018. El acoso debe contar como mala conducta científica. Naturaleza 557: 141.
- Berhe, AA, R. Barnes, J. Six y E. Marín-Spiotta. 2018. Papel del movimiento de masa erosivo en el ciclo biogeoquímico de elementos esenciales: carbono, nitrógeno y fósforo. Revisión anual de Ciencias Planetarias y de la Tierra 46: 521-548.
- Powers, JS y E. Marín-Spiotta. 2017. Procesos ecosistémicos y ciclos biogeoquímicos durante la sucesión del bosque tropical secundario. Revisión Anual de Ecología, Evolución y Sistemática 48:497-519.
- Marín-Spiotta, E., NT Chaopricha, AF Plante, AF Diefendorf, CW Müller, S. Grandy and JA Mason. (2014). " Estabilización a largo plazo del carbono del suelo profundo por fuego y entierro durante el cambio climático del Holoceno temprano ". Geociencia de la naturaleza vol. 7.[27]
- Marín-Spiotta, E., KE Gruley, J. Crawford, EA Atkinson, JR Miesel, S. Greene, C. Cardona-Correa and RGM Spencer. (2014). " Los cambios de paradigma en la investigación de la materia orgánica del suelo afectan las interpretaciones de la renovación del carbono acuático: trascender los límites disciplinarios y del ecosistema ". Biogeoquímica vol. 117.[28]
- Marín-Spiotta, E. y S. Sharma. (2013). " Almacenamiento de carbono en suelos forestales sucesionales y de plantaciones: un análisis tropical ". Ecología global y biogeografía vol. 22.[29]
- Marín-Spiotta, E., WL Silver, CW Swanston y R. Ostertag. (2009). " Dinámica de la materia orgánica del suelo durante 80 años de reforestación de pastos tropicales ". Biología del cambio global vol. 15.[30]
- Marín-Spiotta, E., CW Swanston, MS Torn, WL Silver y SD Burton. (2008). " Control químico y mineral de la renovación del carbono del suelo en pastos tropicales abandonados ". Geoderma, vol. 143.[31]
- Marín-Spiotta, E., R. Ostertag y WL Silver. (2007). " Patrones a largo plazo en la reforestación tropical: composición de la comunidad vegetal y acumulación de biomasa aérea ". Aplicaciones ecológicas vol. 17.[32]

## Premios y reconocimientos
Erika Marín-Spiotta ha recibido muchos premios por sus contribuciones a las ciencias, la tutoría y la inclusión.
- Premio Presidencial a la Carrera Temprana para Científicos e Ingenieros (2019)[33]
- Premio CARRERA de la Fundación Nacional de Ciencias (2014)[34]
- Premio Sulzman a la excelencia en educación y tutoría de la Unión Geofísica Estadounidense (2016)[16]
- Premio del presidente de la Asociación de Mujeres Geocientíficas (2016)[2]
- Premio Vilas Associate de UW-Madison.[35][36]
- Premio Ambassador, Unión Geofísica Americana (2020)[37]